# Château de Prémery
Le château de Prémery se situe dans le village de Prémery (Nièvre), lui-même situé au bord de la rivière  Nièvre.

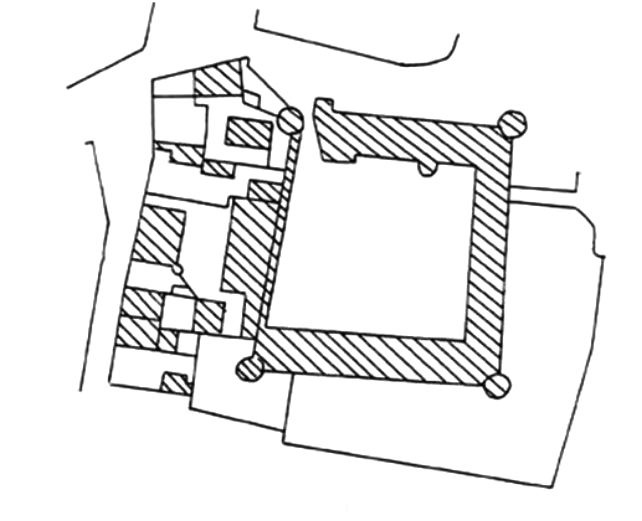
Le château comprenait autrefois une courtine et plusieurs tours.

## Historique
Château des évêques de Nevers, à Prémery, la plate-forme du château actuel a été construite au début du XIIe siècle. Le logis a été reconstruit au début du XVIe siècle sur ordre de Jean Bohier et, un peu plus tard, de Jacques d'Albret.
Quelques remaniements datent des XVIIe et XVIIIe siècles. À la fin du XVIIe siècle, il est un peu délaissé après la construction du château d'Urzy, la nouvelle résidence étant plus au goût du jour mais aussi plus proche de Nevers.
Le château fait l’objet d’une inscription au titre des monuments historiques depuis le 22 février 1927. Il est restauré par des bénévoles de l'association Chantiers Histoire et Architecture Médiévales entre 2002 et 2011.

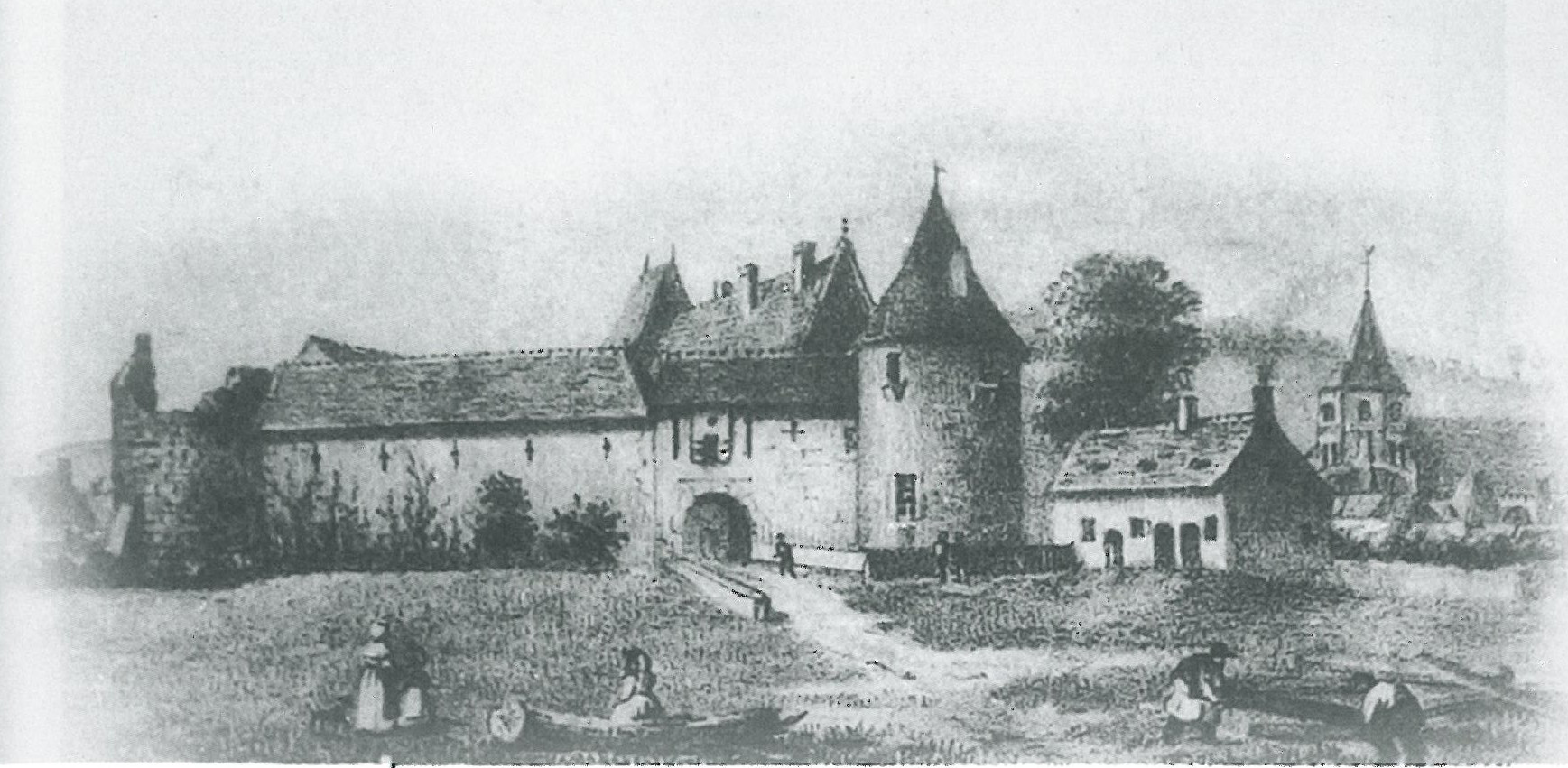
Lithographie du XVIIIe siècle.

## Description

### Le château des évêques (façade sud, 1510)
Le château est bâti sur un espace quadrangulaire de 50 à 60 m de côté. L'ensemble se compose d’une plate-forme ceinte de courtines reliant  quatre tours d'angle, dont une a disparu. Adossé à la courtine nord, il reste le corps de logis du XVIe siècle, le porche fortifié au nord-ouest, une tour d’angle au sud-ouest avec l’ancien logis du fermier de la seigneurie et, au nord-est, une grosse tour ronde. Une lithographie de 1840 montre la courtine est avec la tour sud-est ruinée et la porte fortifiée, dont le pont-levis permettait de franchir le fossé. Cette partie fut rasée après l'incendie de 1863.
L'évêque Jean Bohier fit reconstruire le corps de logis nord. De l'époque de la construction subsistent une tourelle d’escalier hexagonale qui était surmontée d’une pièce en encorbellement.
L'autre tour, construite au XVIIIe siècle, présente un décor plus classique. Sur la façade, certaines baies ont conservé leurs encadrements moulurés du XVIe siècle.

### Le porche (XIIe–XVesiècle)
Le porche d'entrée est la partie la plus emblématique du château, mais il a été lourdement modifié. À l'ouest se trouve la tour ronde de la fortification primitive. À l'est, il est flanqué d'une tourelle en encorbellement à culot mouluré sur contrefort, elle est aussi découronnée et percée d'une canonnière. L’ouverture du porche est surmontée d'un arc surbaissé sous un autre en tiers point. Au-dessus, un double bandeau en lamier abrite sous son ogive trois écussons. Le pavillon surmontant ce porche ne comporte, de ce côté, aucune ouverture à l'exception d'une petite niche murée.

### La façade nord (XIIIe–XIXesiècle)
Sous un comble élevé, cette façade a été extrêmement remaniée au cours des siècles, on note la présence de quelques moulures encadrant les baies du XVIe siècle. Le côté est du premier étage contient encore une partie du chemin de ronde.

### La tour nord-est (XIVe–XVIesiècle)
Des fenêtres ont été percées à différentes époques mais des canonnières sont encore visibles. Cette tour a été en partie arasée mais des bretèches sont visibles.

### Courtine ouest (XIIe–XVIIesiècle)
Sous un arc il reste la trace de l'escalier de la galerie. La façade en encorbellement comprend encore la poutre de bois supportée par des corbeaux massifs taillés en consoles. Elle s'appuie sur un contrefort portant la date de 1650 orné de trois blasons très endommagés.

### La cave (XIIIesiècle)
Cette cave est un vestige du logis primitif des évêques. Un escalier creusé dans l'épaisseur du mur et construit après 1510 permettait de relier cette cave à la cuisine du bâtiment reconstruit en 1510. La croisée d’ogives repose sur de forts piliers engagés.

### L'escalier à vis (XVIesiècle)
Contenu dans la première tour à pans de la façade sud, ce large escalier élève sa spirale jusqu'aux combles. Il dessert une cave voûtée sous le château, les pièces de réception du logis, la cuisine et les pièces du premier étage. Il aboutit d'une part aux combles et d'autre part à une tourelle en encorbellement masquée par un ajout plus récent. Cette tourelle menait à la pièce au-dessus de cet escalier.

### Cheminée (XVIesiècle)
Cette vaste cheminée sans décor se trouve dans une salle ronde de la tour nord-est. Le chemin de ronde de la façade nord aboutit dans cette salle, et de là partait vers l’est avant la destruction de la courtine.

### Armoiries (XVIIesiècle)
Trois écussons ornent un contrefort supportant une ancienne galerie. Celui du haut, surmonté d'un casque à plumet, porte une bande et une merlette. Ce contrefort est orné de trois blasons identifiés par Soultrait : « l’un a une bande accompagnée en chef d’une merlette, casque et lambrequins (du Deffend) ; un autre à six tourteaux, avec couronne de marquis et collier de l’ordre du Saint-Esprit (Nicolas de Brichanteau, marquis de Nangis) ; le troisième échiqueté, à une bande engrêlée et un chef de Malte, caque et chapelet de l’ordre de Saint-Jean de Jérusalem ». Pour le dernier personnage, il s’agirait de Jacques de Montigny, chevalier de Malte.

## Galerie

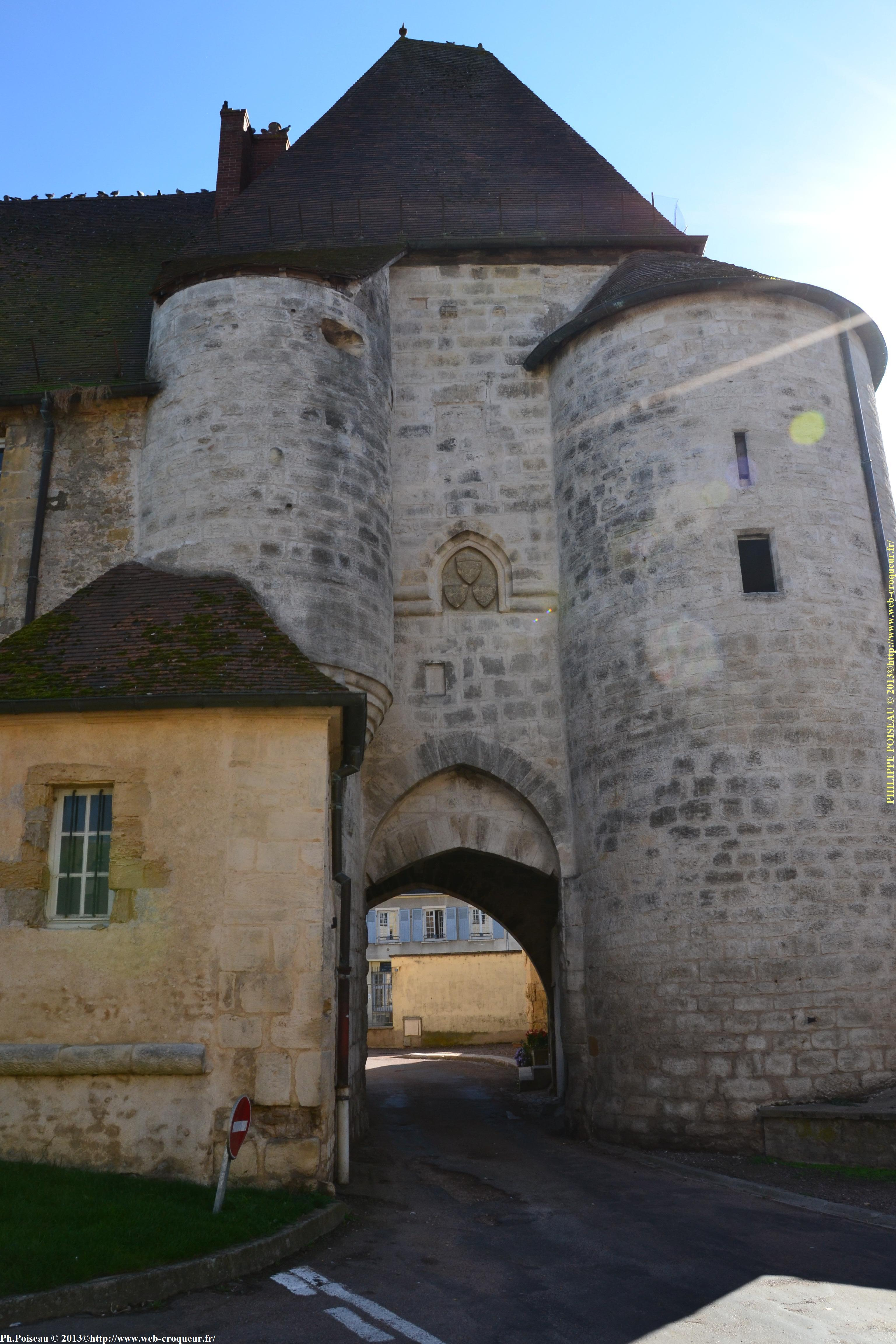
Le porche du château.
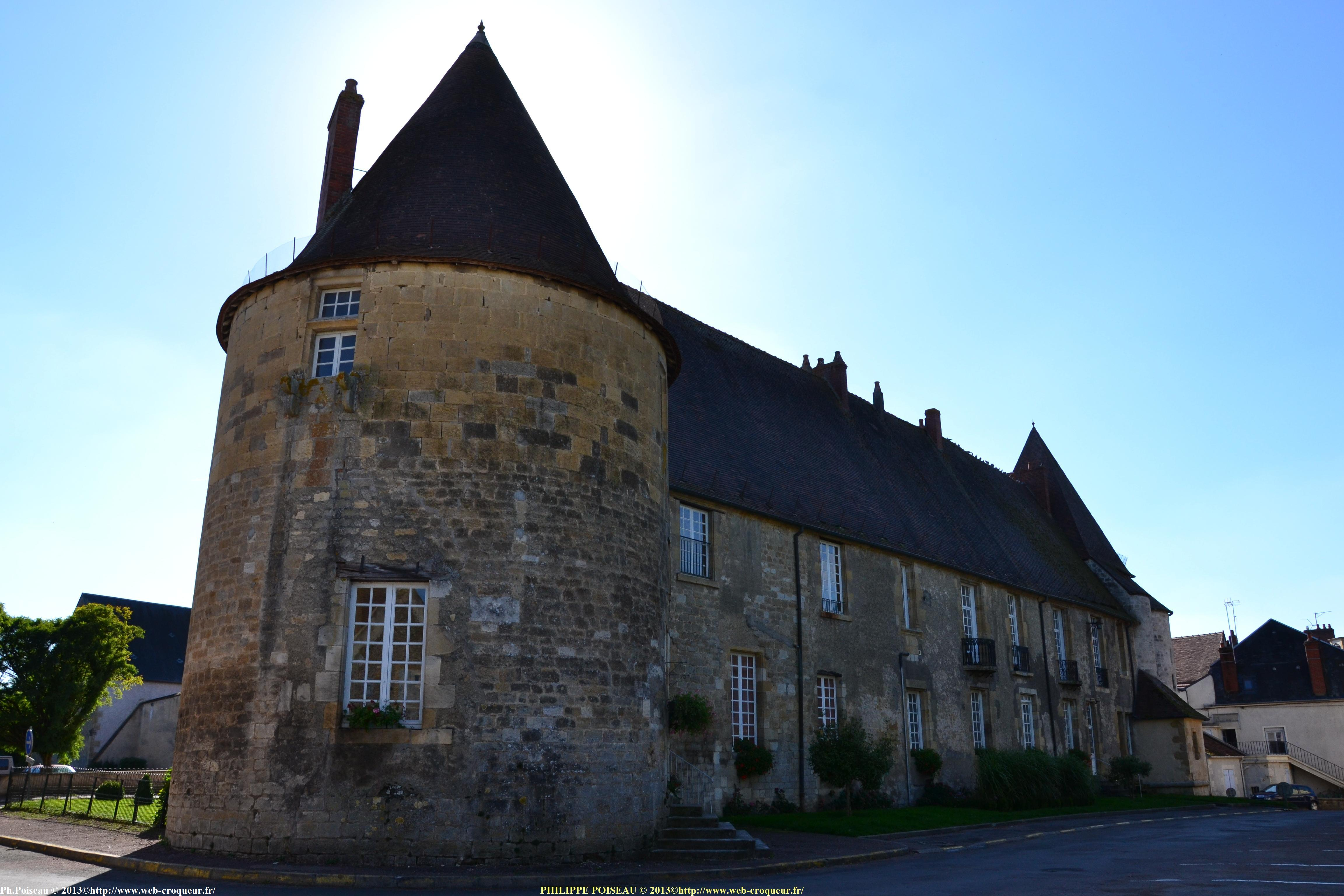
La façade nord.
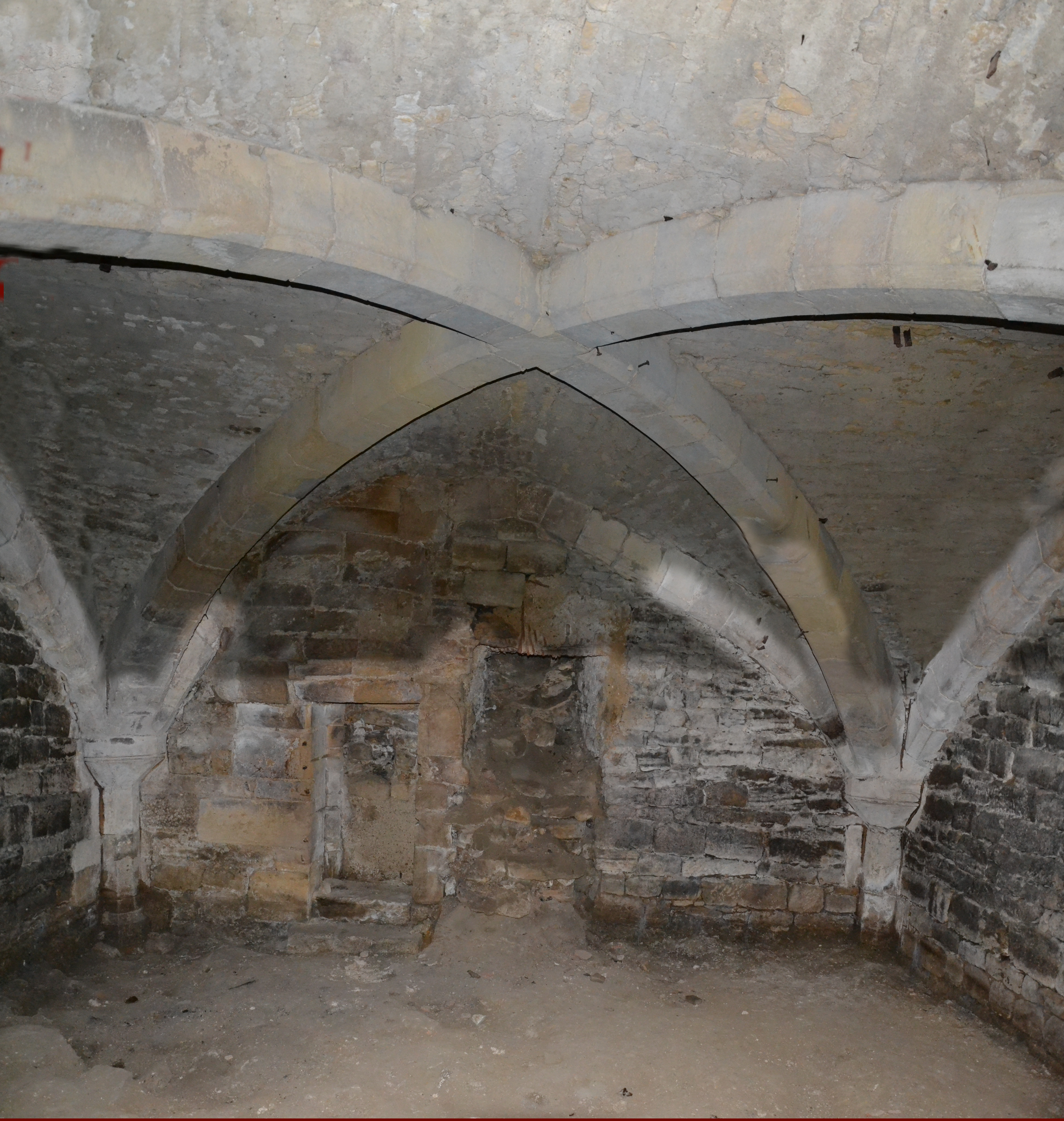
Au sous-sol du château se trouve une cave voûtée.
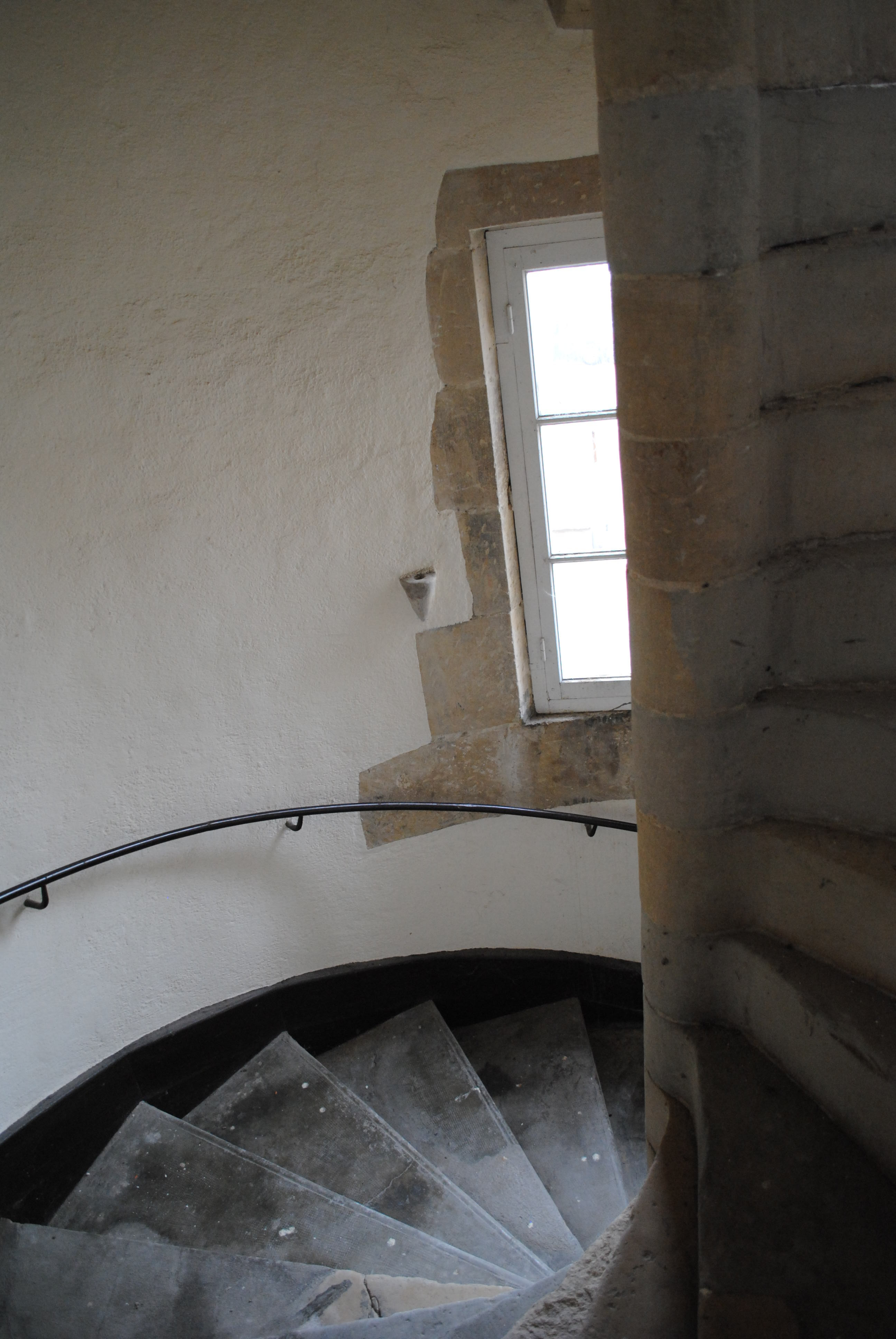
L'escalier en pierre dans la tour nord-ouest.
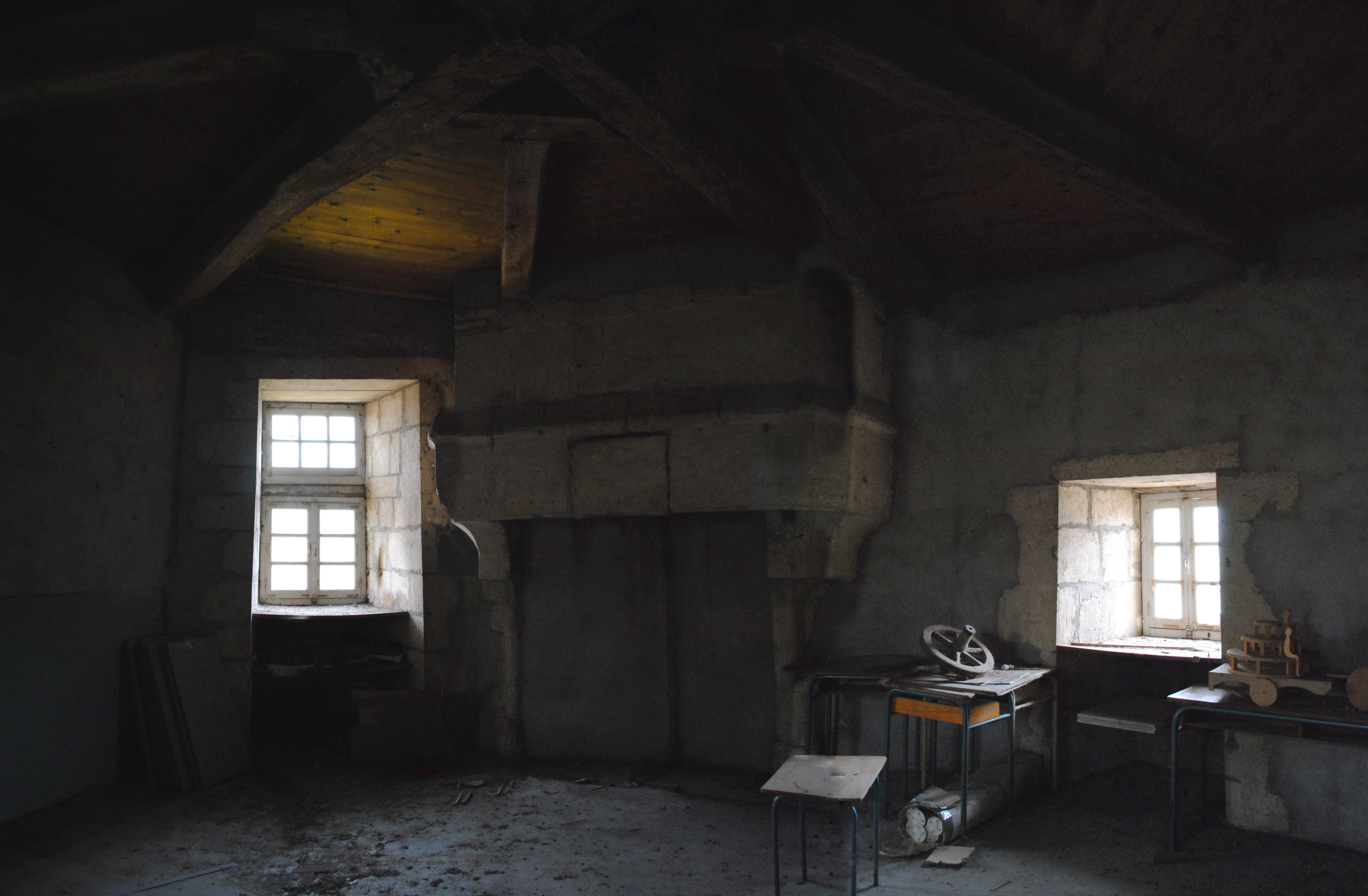
Cette vaste cheminée, sans décor, se trouve dans une salle ronde à l'étage de la tour nord-est.
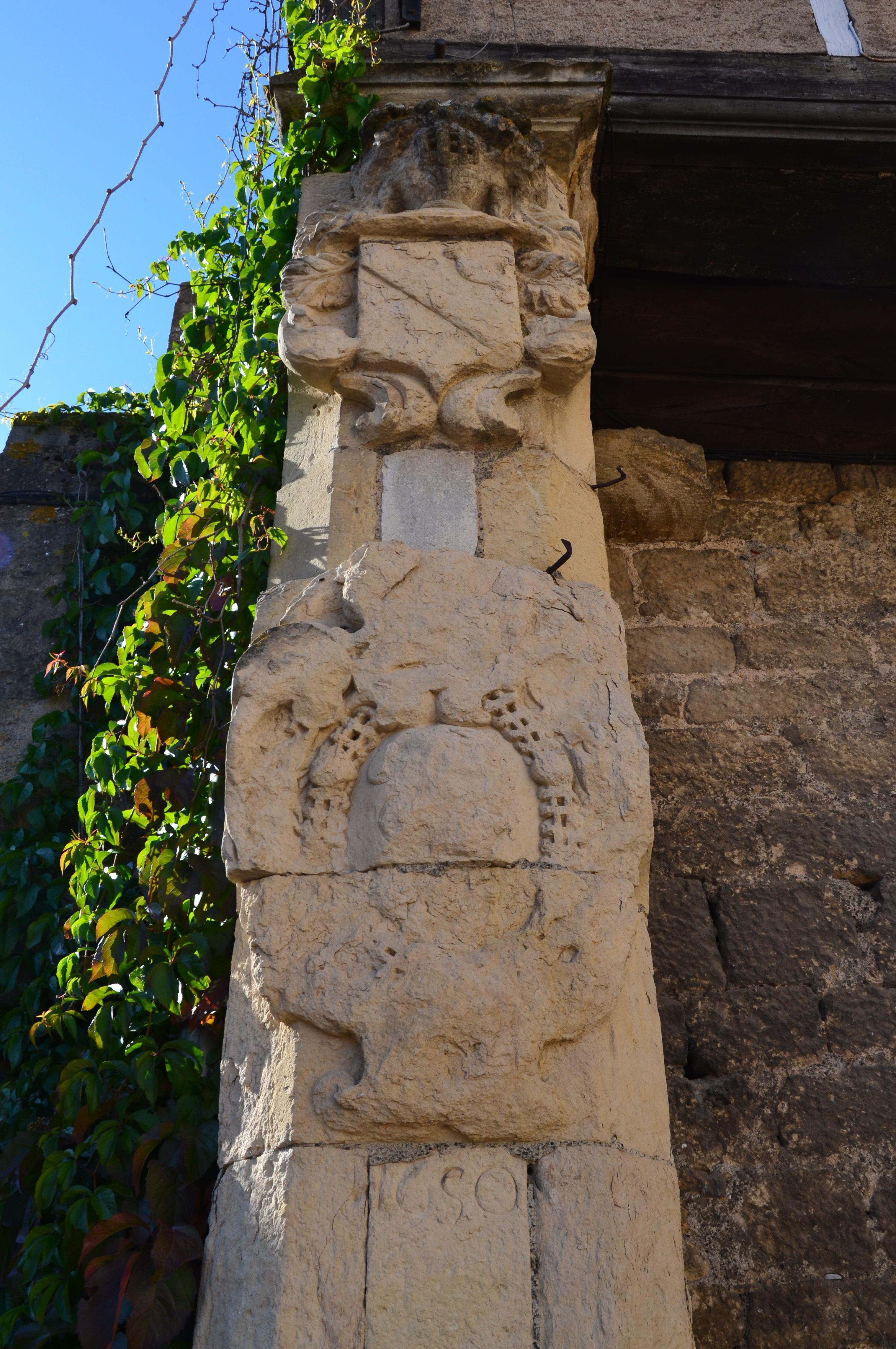
Sur un contrefort sont sculptés trois écussons.